# Santa Cruz del Islote

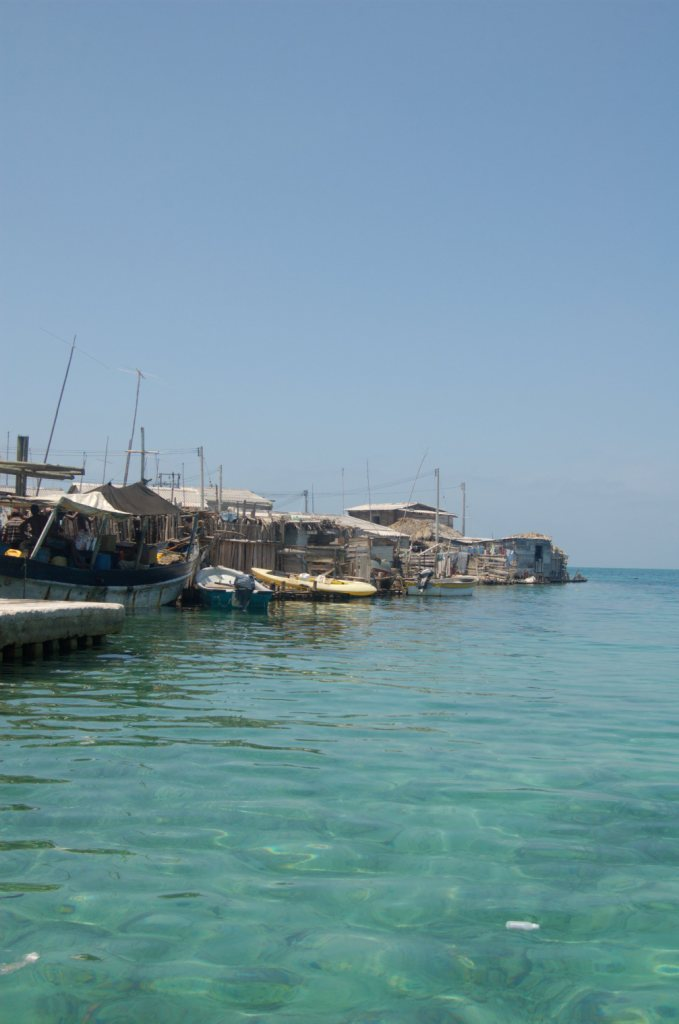
Imagine de pe coasta insulei

Santa Cruz del Islote este o insulă din apropierea Columbiei și face parte din Arhipelagul San Bernardo.
Este renumită pentru faptul că este insula cu cea mai densă populație: pe o suprafață de 0,012 km2 se află 1.247 locuitori.
Cu o densitate de 103.917 loc./km2, regiunea deține locul al patrulea dintre regiunile cele mai aglomerate ale lumii.

Poziţia insulei în cadrul Arhipelagului San Bernardo din Marea Caraibelor